# NGC 7648
NGC 7648 (другие обозначения — IC 1486, PGC 71321, IRAS23213+0923, UGC 12575, ZWG 406.96, MCG 1-59-72, MK 531) — линзообразная галактика (S0) в созвездии Пегас.
В галактике наблюдается повышенное ультрафиолетовое излучение, и потому её относят к галактикам Маркаряна. Причиной является всплеск звездообразования из-за взаимодействия с соседними галактиками.
Этот объект входит в число перечисленных в оригинальной редакции «Нового общего каталога».